# Rodrigo Arroz
Rodrigo Antônio Magalhães Alves Pereira, meglio conosciuto come Rodrigo Arroz (Valença, 21 marzo 1984), è un ex calciatore brasiliano, di ruolo difensore.

## Carriera

### Club
Debutta con la maglia del Flamengo, ma nel 2008 si trasferisce al Belenenses dove milita fino al 2011. Nel 2011 gioca nel Grêmio Barueri e nel 2012 passa al Guarani. Con il Guarani è stato suo malgrado protagonista di un autogol segnato da una distanza di 50 metri durante una partita contro il Goiás.

## Palmarès

### Club

#### Competizioni nazionali
- Coppa del Brasile: 1

Flamengo: 2006

#### Competizioni statali
- Taça Guanabara: 2

Flamengo: 2007, 2008
- Campionato Carioca: 2

Flamengo: 2007, 2008